# Witch and Wizard
Witch and Wizards (Brasil: Bruxos e Bruxas ) é uma série de livros escrita pelo norte-americano James Patterson. É constituída atualmente por 5 livros.

## Trama

### Bruxos e Bruxas
É como entrar em um pesadelo. Do nada, você é retirado de sua casa, preso, e acusado de bruxaria. Parece século 17, mas é o governo da Nova Ordem, e está acontecendo agora!
Sob a ideologia da Nova Ordem, O Único Que É O Único mantém seu poder à força, sem música, nem internet, nem livros, arte ou beleza. E ter menos de 18 anos já é motivo suficiente para que você seja suspeito de conspiração.
Os irmãos Allgood estão encarcerados nesse pesadelo e, para escapar desse mundo de opressão e medo, terão que contar um com o outro e aprender a usar a magia.
Do autor best-seller James Patterson, Bruxos e Bruxas é uma saga para se ler... antes que seja tarde.

### O Dom
Os irmãos Allgood nunca desistem de lutar contra os poderes autoritários e desumanos d'O Único Que é o Único, mas, agora, eles estão sem Margô - a jovem e atrevida revolucionária; sem Célia - o grande amor de Whit; e sem seus pais - que provavelmente estão mortos... Então, em uma tentativa de esquecer suas tristes lembranças e, ao mesmo tempo, continuar seu trabalho revolucionário, os irmãos vão parar em um concerto de rock organizado pela Resistência onde os caminhos de Wisty e de um jovem roqueiro vão se cruzar.
Afinal, Wisty poderá encontrar algo que lhe ofereça alguma alegria em meio a tanta aflição, quem sabe o seu verdadeiro amor... Mas, quando se trata destes irmãos, nada costuma ser muito simples e tudo pode sofrer uma reviravolta grave, do tipo que pode comprometer suas vidas. Enquanto passam por perdas e ganhos, O Único Que é o Único continua fazendo uso de todos os seus poderes, inclusive do poder do gelo e da neve, para conquistar o dom de Wisty... Ou para, finalmente, matá-la.

### O Fogo
Whit e Wisty Allgood sacrificaram tudo para liderar a resistência contra o regime totalitário que governa impiedosamente seu mundo. O seu líder supremo, aquele que é o único, proibiu tudo o que prezam: livros, música, arte e imaginação. Mas a crescente força da magia dos irmãos não foi suficiente para parar o mal do Único, e agora ele está executando a única família que lhe restava.

### O Beijo
No quarto livro da série Bruxos e Bruxas, Whit e Wisty, agora membros do Conselho, estão tentando reconstruir a cidade depois de derrotar O Único Que É O Único, o vilão mais malvado do mundo. Quando tudo parece correr bem, surge uma nova ameaça, personificada na figura do cruel Rei da Montanha. Ele é um mago indestrutível, que deseja a todo custo dominar a cidade. Sem água e prestes a ficar sem alimentos, a população conta com os irmãos Allgood para sobreviver. Wisty está encantada pelo jovem Heath, que compreende tão bem os seus dilemas afinal, ele também é um bruxo. Talvez Wisty possa se unir a Heath na guerra contra o Rei da Montanha. 

### Os Perdidos
Whit e Wisty Allgood lutaram e derrotaram ameaças mais perniciosas do seu mundo: o ditador do mal, aquele que é o único, assim como seu pai perverso e filho. Mas, assim como a bruxa heróica e assistente de começar a se estabelecer em seus novos papéis na governança, uma onda de crimes mortal agarra sua cidade, com todos os sinais apontando para um gênio mágico tão poderoso e cruel como esse. Agora, os irmãos se vêem perseguidos como a cidade se volta contra todos aqueles que possuem magia. Eles estão questionando tudo, inclusive um ao outro e suas habilidades. Eles podem enfrentar hostilidade crescente dos cidadãos e suas próprias dúvidas na hora de enfrentar o novo inimigo Roldão em relação a seus portões ?